# Metalectra vividifer
Metalectra vividifer là một loài bướm đêm trong họ Erebidae.